# Andrea Rooth
Andrea Rooth (* 6. März 2002) ist eine norwegische Leichtathletin, die sich auf den Hürdenlauf spezialisiert hat. Auch ihr Vater Vegard Rooth war als Leichtathlet aktiv. Ihr Cousin ist der Zehnkämpfer Markus Rooth.

## Sportliche Laufbahn
Erste Erfahrungen bei internationalen Meisterschaften sammelte Andrea Rooth beim Europäischen Olympischen Jugendfestival (EYOF) 2019 in Baku, bei dem sie in 59,05 s die Silbermedaille im 400-Meter-Hürdenlauf gewann und mit der norwegischen Sprintstaffel (1000 m) in 2:11,21 min den fünften Platz belegte. 2021 siegte sie dann in 57,16 s bei den U20-Europameisterschaften in Tallinn über 400 m Hürden und wurde mit der 4-mal-400-Meter-Staffel in 3:36,41 min Vierte. Im Jahr darauf wurde sie bei den Europameisterschaften in München über 100 m Hürden in der ersten Runde disqualifiziert. 2023 kam sie bei den Halleneuropameisterschaften in Istanbul mit 8,21 s nicht über den Vorlauf über 60 m Hürden hinaus. Im Juni belegte sie bei der 1. Liga der Team-Europameisterschaft, die im Zuge der Europaspiele in Chorzów stattfand, in 13,41 s den fünften Platz im B-Lauf über 100 m Hürden und wurde über 400 m Hürden in 57,19 s Sechste. Anschließend siegte sie in 55,78 s über 400 m Hürden bei den U23-Europameisterschaften in Espoo und belegte mit der Staffel in 3:31,51 min den fünften Platz.
In den Jahren von 2020 bis 2023 wurde Rooth norwegische Meisterin im 100-Meter-Hürdenlauf sowie 2022 und 2023 auch im Siebenkampf. Zudem siegte sie 2023 über 400 m Hürden. 2022 und 2023 wurde sie zudem Hallenmeisterin über 60 m Hürden sowie im Fünfkampf.

## Persönliche Bestleistungen
- 100 m Hürden: 13,11 s (+0,4 m/s), 3. Juli 2021 in Mannheim (norwegischer U20-Rekord)
  - 60 m Hürden (Halle): 8,15 s, 25. Januar 2023 in Aarhus
- 400 m Hürden: 55,78 s, 16. Juli 2023 in Espoo
- Siebenkampf: 5727 Punkte, 13. Juni 2021 in Sollentuna
  - Fünfkampf (Halle): 4098 Punkte, 29. Januar 2023 in Sandnes